# Cantone di Le Luc
Il Cantone di Le Luc è una divisione amministrativa degli arrondissement di Brignoles, di Draguignan e di Tolone.
A seguito della riforma complessiva dei cantoni del 2014 è passato da 4 a 11 comuni.

## Composizione
Prima della riforma del 2014 comprendeva i comuni di:
- Le Cannet-des-Maures
- Le Luc
- Les Mayons
- Vidauban

Dal 2015 comprende i comuni di:
- Besse-sur-Issole
- Cabasse
- Le Cannet-des-Maures
- Collobrières
- Flassans-sur-Issole
- La Garde-Freinet
- Gonfaron
- Le Luc
- Les Mayons
- Pignans
- Le Thoronet